# Кулик, Александр Павлович (писатель)
Алекса́ндр Па́влович Кули́к (4 июня 1952, Крестовка, Херсонская область — 17 сентября 2010, Симферополь) — украинский писатель, журналист. Член Национального союза писателей Украины с 1987 года, заслуженный журналист Автономной Республики Крым с 2002 года.

## Биография
Родился в семье сельского учителя. Отец — Кулик Павел Андреевич — учитель Хрестовской средней школы, мать — Кулик Екатерина Марковна — воспитатель Хрестовского детского сада. В 1970 году закончил Хрестовскую школу и поступил в Симферопольский государственный университет им. Фрунзе, на исторический факультет, который закончил в 1973 году.
Получив высшее образование Александр Павлович работал воспитателем профессионально-технического училища, служил в Советской армии. Был солистом вокального ансамбля Группы советских войск в Германии. После демобилизации вернулся в Крым. В 1974—1985 годах работал редактором, позднее заместителем главного редактора издательства «Таврия». В Крымском обкоме КПУ — заведующим сектора прессы, радио и телевидения. В 1987—1992 годах руководил редколлегией Крымской республиканской «Книги Памяти».
В годы Перестройки и распада СССР занял национально-демократическую проукраинскую позицию. В 1992 году выступил учредителем и главным редактором всеукраинской общественно-политической и литературной газеты «Крымская светлица», которая начала выходить в Симферополе. Его назначение которого было принято на І Всекрымском конгрессе украинцев, пост главного редактора занимал до 1995 года. Активно участвовал в общественной работе — был председателем Всекрымского общества «Просвита» имени Т. Г. Шевченко, казацких организаций.
С 1995 года работал собственным корреспондентом газеты Кабинета Министров Украины «Урядовый курьер» по Автономной республике Крым.
Проживал в Симферополе, на улице Лермонтова.
На фасаде Хрестовской СОШ установлена мемориальная доска в честь писателя.

## Творчество
- Большая перемена : повесть / Александр Кулик; пер. с укр. М. Михайлова; худож. В. Соколов. — М. : Мол. гвардия, 1986. — 48 с. — (Б-ка журн. ЦК ВЛКСМ «Молодая гвардия»).
- Залітки : повісті, оповід., новели / Олександр Кулик; худож. В. А. Міцук. — Сімферополь : Таврія, 1983. — 144 с. : іл.
- Міраж : повісті, оповід., новели / Олександр Кулик; ред. Є. Москітова; худож. О. Іванченко. — Сімферополь : Доля, 2002. — 112 с. : іл.
- Сезон дощів і сподівань : повісті, оповід. / Олександр Кулик. — Київ : Молодь, 1990. — 160 с.
- Сповідь на межі століть / Олександр Кулик; упоряд. і ред. В. П. Кулик; авт. вступ. ст. М. Г. Жулинський; худож. оформ. С. П. Курак. — Херсон : ХМД, 2014. — 448 с. : фот.
- Хрестівський зошит : вірші / Олександр Кулик; авт. передм. І. В. Немченко; авт. післямови В. П. Кулик. — Херсон : Штрих+, 2011. — 83, [4] с. : портр.
- Андрій (Коли хочеться більшого) : оповідання; В тумані : повість; На грішній землі : оповідання / Олександр Кулик // Степ : літ.-худож. альм. — Херсон, 2012. — № 21 — С. 55, 59-64, 65-69.
- Виливали ховрахів: [оповідання] / Олександр Кулик // Білий берег: укр. проза Херсонщини кінця XX — поч. XXI ст. — Херсон, 2009. — С. 147—152.
- Винахідник з Миронівки : оповідання / Олександр Кулик // Вісник Таврійської фундації (Осередку вивчення української діаспори) : літ.-наук. зб. — Київ; Херсон, 2010. — Вип.7. — С. 156—162.
- Київські спогади / Олександр Кулик // Вісник Таврійської фундації (Осередку вивчення української діаспори) : літ.-наук. зб. — Київ; Херсон, 2009. — Вип. 6. — С. 244—251.
- На грішній землі : [повість] / Олександр Кулик // Степ : літ.-худож. альм. — Херсон, 2008. — № 16. — С. 39-51.
- Рай для грішників : роман / Олександр Кулик // Степ : літ.-худож. альм. — Херсон, 2016. — № 23. — С. 29-41.
- Тунель : [повість] / Олександр Кулик // Сонця й моря на межі : твори письменників Криму. — Сімферополь, 2004. — С. 6‑53.

Писатель Николай Братан в предисловии к книге «Большая перемена» отметил: "Особенностью его [Кулика] почерка является лаконичность, точность в деталях, эмоциональная энергия фразы, какая привлекающая, откровенная, совсем не примитивная наивность в передаче психологических ситуаций, а главное — большая любовь к своим героям, людям степного края … ".